# 흰넓적다리잎원숭이
흰넓적다리잎원숭이 또는 흰넓적다리수릴리(Presbytis siamensis)는 긴꼬리원숭이과에 속하는 영장류의 일종이다. 원산지는 타이-말레이 반도, 리아우 제도 그리고 수마트라섬이다. 4종의 아종이 인정되고 있지만, 분류학적으로 논쟁적이고, 검토 필요성이 있으며 아종으로써 나투나섬잎원숭이(P. natunae)을 포함시키거나, 둘 다 띠잎원숭이(P. femoralis)의 아종으로 간주되기도 한다.

## 아종
4종의 아종이 있다.
- 말레이흰넓적다리잎원숭이 (P. s. siamensis)
- P. s. cana
- P. s. paenulata
- P. s. rhionis